# 何功伟烈士故居
何功伟烈士故居是位于咸宁市咸安区的一座近代纪念建筑，原主人系中共鄂南特委书记何功伟。故居位于桂花乡花田村，为殿式两层砖木结构楼房。本有1间小堂屋、3间宿舍，占地148平方米。1951年土改时拆毁3间，仅剩1间32.5平方米。
何功伟在高中时就组织学社，在故居的楼上进行马列研究、宣传。1938年7月组织咸宁中心县委（8月改为鄂南特委），其机关最初便设于故居楼上。现为湖北省文物保护单位。

## 文物保护情况
2002年11月7日，作为“何功伟烈士故居、就义旧址”的子项被湖北省人民政府列入第四批湖北省文物保护单位。
其保护范围为：何功伟故居及周围一定范围。西面以故居大门为基线向西延伸15米至民房外墙；向东平行延伸3米至何立顶家西墙；向南平行延伸至围墙；北面至何伟民房屋南面外墙。
其建设控制地带为：以保护范围为界，东面向外平行延伸3米至何立顶家东墙，南面向外平行延伸10米至何功志房屋外墙，北面向外平行延伸3米至何功雄家北外墙；西面与保护范围基线重合。